# Michele Pertusi
Michele Pertusi (Parma, 12 gennaio 1965) è un basso italiano.

## Biografia
Ha studiato al Conservatorio Arrigo Boito di Parma con Mauro Uberti, diplomandosi in canto e pianoforte. Ha poi seguito lezioni di Arrigo Pola, Carlo Bergonzi e Rodolfo Celletti.
Nel 1984 ha esordito come Monterone, in Piazza Duomo a Pistoia, in una versione in forma di concerto del Rigoletto diretta da Bruno Bartoletti e, dopo aver vinto il concorso indetto dal Teatro Comunale di Modena  per scegliere il cast dell'Ernani, il 13 dicembre dello stesso anno ha interpretato in palcoscenico il suo primo personaggio, Silva.
Si è esibito nei più prestigiosi teatri italiani e internazionali, come La Scala di Milano, Teatro Regio di Torino, La Fenice di Venezia, il Metropolitan di New York e la Royal Opera House di Londra, diretto tra gli altri da Georg Solti, Riccardo Muti, Daniel Barenboim, Zubin Mehta.
In televisione è apparso nel ruolo di Mustafà ne L'italiana in Algeri interpretata nel 2012 sotto la direzione di Paolo Olmi al Teatro Comunale di Bologna e trasmessa da Rai 3 nel 2013 e da Rai 5 nel 2014 e nel 2016.

## Teatri

### Italia
- Teatro Lirico di Cagliari
- Teatro Massimo Bellini di Catania
- Teatro Carlo Felice di Genova
- Teatro alla Scala di Milano
- Teatro San Carlo di Napoli
- Teatro Massimo di Palermo
- Teatro Regio di Parma
- Teatro Municipale di Piacenza
- Teatro dell'Opera di Roma
- Teatro Regio di Torino
- Teatro La Fenice di Venezia
- Teatro Filarmonico di Verona
- Teatro Comunale di Bologna

### Estero
- Liceu di Barcellona
- Staatsoper di Berlino
- La Monnaie/De Munt di Bruxelles
- Royal Opera House di Londra
- Teatro Real di Madrid
- Nationaltheater di Monaco di Baviera
- Metropolitan di New York
- Opéra Bastille di Parigi
- Staatsoper di Vienna

## Repertorio
| Ruolo                                 | Titolo                                           | Autore    |
| ------------------------------------- | ------------------------------------------------ | --------- |
| Conte Rodolfo                         | La sonnambula                                    | Bellini   |
| Oroveso                               | Norma                                            | Bellini   |
| Sir Giorgio                           | I puritani                                       | Bellini   |
| Lorenzo                               | I Capuleti e i Montecchi                         | Bellini   |
| Méphistophélès                        | La damnation de Faust                            | Berlioz   |
| Escamillo                             | Carmen                                           | Bizet     |
| Il Pedone                             | La Wally                                         | Catalani  |
| Giove                                 | La Calisto                                       | Cavalli   |
| Creonte                               | Medea                                            | Cherubini |
| Enrico VIII                           | Anna Bolena                                      | Donizetti |
| Dulcamara                             | L'elisir d'amore                                 | Donizetti |
| Don Alfonso d'Este                    | Lucrezia Borgia                                  | Donizetti |
| Raimondo Bidebent                     | Lucia di Lammermoor                              | Donizetti |
| Marin Faliero                         | Marin Faliero                                    | Donizetti |
| Il Prefetto                           | Linda di Chamounix                               | Donizetti |
| Don Pasquale                          | Don Pasquale                                     | Donizetti |
| Méphistophélès                        | Faust                                            | Gounod    |
| Phorcas                               | Esclarmonde                                      | Massenet  |
| Athanael                              | Thaïs                                            | Massenet  |
| Don Quichotte                         | Don Quichotte                                    | Massenet  |
| Aladino                               | Il crociato in Egitto                            | Meyerbeer |
| Marcel                                | Les Huguenots                                    | Meyerbeer |
| Conte d'Almaviva Figaro               | Le nozze di Figaro                               | Mozart    |
| Don Giovanni Leporello Masetto        | Don Giovanni                                     | Mozart    |
| Don Alfonso                           | Così fan tutte                                   | Mozart    |
| Coppélius Dappertutto Lindorf Miracle | Les contes d'Hoffmann                            | Offenbach |
| Il Conte                              | Nina, o sia La pazza per amore                   | Paisiello |
| Il demonio                            | La conversione di San Guglielmo duca d'Aquitania | Pergolesi |
| Timur                                 | Turandot                                         | Puccini   |
| Æneas                                 | Dido and Æneas                                   | Purcell   |
| Conte Asdrubale                       | La pietra del paragone                           | Rossini   |
| Filiberto                             | Il signor Bruschino                              | Rossini   |
| Mustafà                               | L'italiana in Algeri                             | Rossini   |
| Selim                                 | Il turco in Italia                               | Rossini   |
| Duca d'Ordow                          | Torvaldo e Dorliska                              | Rossini   |
| Fiorello Don Basilio                  | Il barbiere di Siviglia                          | Rossini   |
| Alidoro                               | La Cenerentola                                   | Rossini   |
| Podestà Gottardo                      | La gazza ladra                                   | Rossini   |
| Faraone                               | Mosè in Egitto                                   | Rossini   |
| Maometto secondo                      | Maometto secondo                                 | Rossini   |
| Polidoro                              | Zelmira                                          | Rossini   |
| Assur                                 | Semiramide                                       | Rossini   |
| Lord Sidney                           | Il viaggio a Reims                               | Rossini   |
| Mahomet II                            | La siége de Corinthe                             | Rossini   |
| Moïse                                 | Moïse et Pharaon                                 | Rossini   |
| Le Gouverneur                         | Le Comte Ory                                     | Rossini   |
| Guillaume Tell                        | Guillaume Tell                                   | Rossini   |
| John Donne                            | Vita                                             | Tutino    |
| Oberto                                | Oberto, Conte di San Bonifacio                   | Verdi     |
| Zaccaria                              | Nabucco                                          | Verdi     |
| Pagano                                | I Lombardi alla prima crociata                   | Verdi     |
| Don Ruy Gomez de Silva                | Ernani                                           | Verdi     |
| Attila                                | Attila                                           | Verdi     |
| Banco                                 | Macbeth                                          | Verdi     |
| Roger                                 | Jérusalem                                        | Verdi     |
| Conte di Walter                       | Luisa Miller                                     | Verdi     |
| Sparafucile                           | Rigoletto                                        | Verdi     |
| Jacopo Fiesco                         | Simon Boccanegra                                 | Verdi     |
| Giovanni da Procida                   | I vespri siciliani                               | Verdi     |
| Marchese di Calatrava Padre Guardiano | La forza del destino                             | Verdi     |
| Filippo II                            | Don Carlo                                        | Verdi     |
| Ramfis Il Re                          | Aida                                             | Verdi     |
| Sir John Falstaff                     | Falstaff                                         | Verdi     |

## Discografia
- Il turco in Italia, di Gioachino Rossini (dir: Riccardo Chailly con Cecilia Bartoli, Alessandro Corbelli, Ramón Vargas, Teatro alla Scala), 1997 Decca
- Norma, di Vincenzo Bellini (dir. Giovanni Antonini con Cecilia Bartoli, John Osborn, Sumi Jo, Orchestra La Scintilla), 2013 Decca
- Stabat Mater (Rossini), (dir: Riccardo Chailly con Barbara Frittoli e Sonia Ganassi), 1998 Decca
- La Damnation de Faust, di Hector Berlioz (dir: Colin Davis, con la London Symphony Orchestra), 2001 LSO Live
- Thaïs, di Jules Massenet (dir: Marcello Viotti) (2003 Dynamic con Eva Mei, William Joyner al Teatro La Fenice)
- Così fan tutte, di Wolfgang Amadeus Mozart (dir. Georg Solti con Renée Fleming, Anne Sofie von Otter ed Olaf Bär) (1994 Decca)
- Don Giovanni, di Wolfgang Amadeus Mozart (dir. Georg Solti (1996 Decca - con Bryn Terfel, Renée Fleming e Ann Murray)
- Don Giovanni, di Wolfgang Amadeus Mozart (dir. Daniel Barenboim) (1992 Erato con Berliner Philharmoniker, Ferruccio Furlanetto, Joan Rodgers, John Tomlinson, Lella Cuberli, Matti Salminen, RIAS Kammerchor, Uwe Heilmann & Waltraud Meier)
- Le nozze di Figaro, di Wolfgang Amadeus Mozart (dir. Zubin Mehta con Lucio Gallo, Karita Mattila, Maggio Musicale Fiorentino) (1994 Sony)
- La Cenerentola, (1993) di Gioachino Rossini (dir. Riccardo Chailly) (Decca 436 902-2 / due Cd) - con Cecilia Bartoli, William Matteuzzi, Enzo Dara, Alessandro Corbelli)
- Maometto II, di Gioachino Rossini (Ricordi)
- Semiramide, di Gioachino Rossini (Ricordi)
- Torvaldo e Dorliska, di Gioachino Rossini (dir. Victor Pablo Perez) (2007 Dynamic) (con Marina Takova, Francesco Meli, Bruno Praticò e Orchestra Haydn)
- Ernani (1991), di Giuseppe Verdi (dir. Giuliano Carella - Orchestra Internazionale d'Italia) (Nuova Era 7028/9 due Cd - con Vincenzo La Scola, Paolo Coni, Daniela Dessì)
- Falstaff, di Giuseppe Verdi (dir: Colin Davis, con la London Symphony Orchestra, Marina Domashenko e Carlos Álvarez), 2004 LSO Live
- Petite messe solennelle, di Gioachino Rossini (dir: Riccardo Chailly con Daniela Dessì e Giuseppe Sabbatini), 1993 Decca

## DVD & BLU-RAY
- Bellini, Sonnambula - Pidò/Flórez/Dessay/Pertusi, (Metropolitan Opera), 2009 Decca
- Bizet, Carmen - Welser-Most/Kasarova/Kaufmann, regia di Mathias Hartmann (Opernhaus Zürich), 2008 Decca
- Massenet, Thaïs - Marcello Viotti/Eva Mei, William Joyner, Elodie Méchain, Christophe Fel, regia di Pier Luigi Pizzi, 2004 Teatro La Fenice di Venezia - Dynamic
- Rossini: Le Comte Ory - Maurizio Benini/Juan Diego Flórez/Diana Damrau/Joyce DiDonato, regia di Gary Halvorson, 2011 MetOpera
- Rossini, Cenerentola - Campanella/Bartoli/Dara, regia di Roberto De Simone (Houston Grand Opera), 1995 Decca
- Rossini, Torvaldo e Dorliska - Victor Pablo Perez/Marina Takova, Francesco Meli, Bruno Praticò, regia di Mario Martone, 2006 Rossini Opera Festival - Dynamic

## Premi
- 1995: Premio Franco Abbiati della critica musicale italiana
- 2005: Grammy Award per l'incisione di Falstaff diretta da Colin Davis
- Rossini d'oro
- Verdi d'oro